# Aloe atherstonei
Aloe atherstonei é uma espécie de liliopsida do gênero Aloe, pertencente à família Asphodelaceae.